# Mark Keil
Mark Keil (ur. 3 czerwca 1967 w Mountain View) – amerykański tenisista.

## Kariera tenisowa
Karierę tenisową Keil rozpoczął w 1988 roku, a zakończył w 2001 roku.
W grze pojedynczej wygrał jeden turniej kategorii ATP Challenger Tour, w 1990 roku w Dżakarcie na nawierzchni twardej.
Odnosił sukcesy głównie w grze podwójnej, wygrywając pięć turniejów rangi ATP World Tour oraz osiągając osiem finałów.
W rankingu gry pojedynczej Keil najwyżej był na 167. miejscu (22 lipca 1991), a w klasyfikacji gry podwójnej na 32. pozycji (2 października 1995).

### Finały w turniejach ATP World Tour
| Nazwa                              |
| ---------------------------------- |
| Wielki Szlem                       |
| Igrzyska olimpijskie               |
| ATP World Tour World Championships |
| ATP Masters Series                 |
| ATP Championships Series           |
| ATP World Series                   |

#### Gra podwójna (5–8)
| Końcowy wynik | Nr | Data                | Turniej     | Nawierzchnia    | Partner              | Przeciwnicy                      | Wynik finału   |
| ------------- | -- | ------------------- | ----------- | --------------- | -------------------- | -------------------------------- | -------------- |
| Zwycięzca     | 1. | 1 marca 1992        | Scottsdale  | Twarda          | Dave Randall         | Kent Kinnear Sven Salumaa        | 4:6, 6:1, 6:2  |
| Finalista     | 1. | 3 maja 1992         | Atlanta     | Ceglana         | Dave Randall         | Steve DeVries David Macpherson   | 3:6, 3:6       |
| Finalista     | 2. | 8 listopada 1992    | Búzios      | Twarda          | Tom Mercer           | Maurice Ruah Mario Tabares       | 6:7, 7:6, 4:6  |
| Zwycięzca     | 2. | 28 lutego 1993      | Scottsdale  | Twarda          | Dave Randall         | Luke Jensen Sandon Stolle        | 7:5, 6:4       |
| Zwycięzca     | 3. | 4 kwietnia 1993     | Osaka       | Twarda          | Christo Van Rensburg | Glenn Michibata David Pate       | 7:6, 6:3       |
| Zwycięzca     | 4. | 12 marca 1995       | Kopenhaga   | Dywanowa (hala) | Peter Nyborg         | Guillaume Raoux Greg Rusedski    | 6:7, 6:4, 7:6  |
| Zwycięzca     | 5. | 17 września 1995    | Bukareszt   | Ceglana         | Jeff Tarango         | Cyril Suk Daniel Vacek           | 6:4, 7:6       |
| Finalista     | 3. | 1 października 1995 | Bazylea     | Twarda (hala)   | Peter Nyborg         | Cyril Suk Daniel Vacek           | 6:3, 3:6, 3:6  |
| Finalista     | 4. | 2 lutego 1997       | Zagrzeb     | Dywanowa (hala) | Brent Haygarth       | Saša Hiršzon Goran Ivanišević    | 4:6, 3:6       |
| Finalista     | 5. | 24 sierpnia 1997    | Long Island | Twarda          | T.J. Middleton       | Marcos Ondruska David Prinosil   | 4:6, 4:6       |
| Finalista     | 6. | 8 lutego 1998       | Marsylia    | Twarda (hala)   | T.J. Middleton       | Donald Johnson Francisco Montana | 4:6, 6:3, 3:6  |
| Finalista     | 7. | 2 maja 1999         | Praga       | Ceglana         | Nicolás Lapentti     | Martin Damm Radek Štěpánek       | 0:6, 2:6       |
| Finalista     | 8. | 19 września 1999    | Taszkent    | Twarda          | Lorenzo Manta        | Oleg Ogorodov Marc Rosset        | 6:7(4), 6:7(1) |